# Голата истина за група Жигули
„Голата истина за група Жигули“ е български игрален филм (комедия) от 2021 г. на режисьора Виктор Божинов. Филмът е продуциран от Кръстьо Ламбев (Concept Studio) в копродукция с Илиана Лазарова и Ваня Николова с финансовата подкрепа от Националния филмов център и Община Бургас.

## История
Вяня Николова е сценарист и копродуцинт на филма. В интервю за highviewart.com споделя: „С Нели Димитрова започнахме отзад напред. Първо мислихме за актьорите, а после за историята, с която да продължим „Връзки“, но по друг начин. Вече бяхме работили с Лилия Маравиля, Михаил Билалов, Илиана Лазарова и Ирини Жамбонас. Сега ни трябваше история за семейство, но от друг тип. И така се спряхме на историята на музикална група, защото нейните членове са повече от семейство. Бях много впечатлена от документалния филм за „Металика“ – Some Kind of Monster. Тогава разбрах, че групата си е наемала дори спортен психолог, за да им помогне да не се разпаднат. После Ники Качаров (EРА) и Стунджи помогнаха много да оформим характерите и да изострим конфликтите.“

## Музика
Жоро от група „Остава“ заедно с Петър Дундаков работят по музиката на „Голата истина за група „Жигули“. Шест са оригиналните авторски песни, които двамата музиканти композират и продуцират, написани специално за филма – „Мишка“, „Грозна“, „Копеле“, „Искам роля“, „Няма да е днес“ и „Розов генерал“. Всички текстове са дело на Ивайло Вълчев. „Опитахме се да направим рок енд рол ретроспекция от края на 80-те и началото на 90-те, но в същото време да звучим и съвременно“, описва концепцията Жоро.
В саундтрака водещите дамски гласове са два – на Ева Перчемлиева-Таканова и Марияна Добрева-Велева. На китарата е Жоро, заедно с Ненко Милев, а на баса е Александър Обретенов от D2, който има и креативно участие в някои от музикалните елементи. Мартин Профиров (PIF, Силует) е на барабаните.

## Резюме
Бивши музиканти, които се разделят преди повече от 30 години, и изглежда, че няма нищо, което да ги събере отново, но един прекрасен ден, почти насила, те са принудени да застанат отново рамо до рамо. Двигател на тежката мисия е бившият лидер на групата (Михаил Билалов), който спешно търси пари, за да изпрати дъщеря си (Климентина Фърцова) в музикална академия в Лондон. Творческите вражди и недоизказаните чувства в бившата банда трябва да останат в миналото, само че с всеки изминал ден мисията изглежда все по-невъзможна.

## Актьорски състав
- Михаил Билалов – Фори
- Филип Аврамов – Васо, бас-китарист
- Димитър Рачков – Киша, клавишни
- Лилия Маравиля – Дарина Дардо
- Ирини Жамбонас – Соня
- Герасим Георгиев – Геро – Пухи, барабанист
- Август Попов – Боби Чаев
- Параскева Джукелова – Марина
- Климентина Фърцова – Лиза
- Илияна Лазарова – Анна
- Мая Бежанска – Катя
- Камелия – Джина
- Сергей Фьодоров – Дима Шулев
- Васил Върбанов – Радиоводещ
- Николай Урумов – Александър Желязков, продуцент
- Пламен Манасиев – Съпруг на Соня
- Роберт Янакиев – Директор на операта
- Елеонора Иванова – Приятелка на Лиза
- Мартин Пашов – Гадже на Лиза
- Николаос Цитиридис – Себе си
- Bloodrush – Младите музиканти
- Рико Бенд – Ромски оркестър
- Диана Спасова – Инструкторка
- Диа Мантова – Медицинска сестра
- Елена Атанасова – Служителка на бензиностанция
- Мики Любенов – Цигулар
- Николай Тодоров-Ник – Промоутър
- Ева Перчемлиева – Барабанистка
- Антоан Кабакчиев – Син на Соня
- Светослав Свиленов – Служител кланица
- Мария Андреева – Приятелка на Васо
- Николай Писков – Охранител на Боби Чаев
- Димитър Димитров-Шарения – Охранител на Боби Чаев